# Stephen A. Geller
Stephen Allen Geller (geboren 30. August 1938 in Albany, New York) ist ein US-amerikanischer jüdischer konservativer Theologe, Rabbiner und  emeritierter Irma-Cameron-Milstein-Professor für Bibelwissenschaft am Jewish Theological Seminary. Sein Forschungsschwerpunkt liegt in der biblischen Literatur mit besonderem Fokus auf dem Buch der Psalmen (hebräisch סֵפֶר תְּהִלִּים sefær təhillîm), der biblischen Poesie und den Propheten.

## Leben und Wirken
Geller ist der Sohn von Irving Geller, der schon starb als Stephen noch ein Kind war, und von Eva M. Geller. Geller hat eine Schwester, Barbra Geller. Er begann seine schulische Ausbildung im Alter von sechs Jahren an einer hebräischen Schule, später wechselte er an die Albany High School in New York, wo er u. a. auch deutsch erlernte.
Geller begann im Jahre 1956 an der Cornell University zu studieren und erhielt dort, im Jahre 1960, seinen Bachelor. Er beschäftigte sich dort schwerpunktmäßig mit deutscher Literatur. Während seines Aufenthaltes an der Cornell University studierte Geller einige Zeit an der Universität in Heidelberg und begann sich intensiv mit der hebräischen Bibel und der Semistik zu beschäftigen, u. a. hörte er Gerhard von Rad. Im Jahre 1960 ging er wieder in die USA zurück und begann, nach seinem BA, am Jewish Theological Seminary in New York mit seinen Bibel-Studien. Nach fünf Jahren, 1965 erhielt er seine Semicha, die Ordination zum Rabbiner. Er lernte Akkadisch und weitere „alte Sprachen“ an der Columbia University. Im Jahre 1976 wurde Geller von der Harvard University mit einer Dissertation zum Thema „Parallelism in Early Biblical Poetry“  promoviert; der Text wurde 1979 für einen größeren Lesekreis publiziert. 
Von 1970 bis 1972 lehrte er an der York University in Toronto, Kanada die Fächer Hebräisch und Geschichte. Zunächst war er von 1980 bis 1988 am Dropsie College in Philadelphia tätig und ging dann, als Gastprofessor, von 1988 bis 1990 an die Brandeis University. Vor seiner Emeritierung wechselte er 1991 wieder an das Jewish Theological Seminary nach New York.

## Publikationen (Auswahl)
- Parallelism in Early Biblical Poetry. Scholars Press, Missoula, Mont.  1979
- Sacred Enigmas: Literary Religion in the Hebrew Bible. Routledge, London/New York 1996
- Wisdom, Nature, and Piety in Some Biblical Psalms. In: I. Tzvi Abusch (Hrsg.): Riches Hidden in Secret Places: Ancient Near Eastern Studies in Memory of Thorkild Jacobsen. Eisenbrauns, Winona Lake, IN. 2002.
- Sabbath. Union Theological Seminary; Presbyterian School of Christian Education, Richmond, VA. 2005
- Beiträge zu Adele Berlin, Marc Zvi Brettler: The Jewish Study Bible. Jewish Publication Society Tanakh Translation. y Oxford University Press, Oxford/New York 2004, auf stmarksrva.org
- The Dynamics of Parallel Verse A poetic analysis of Deut 32:6-12. Harvard Theological Review, 75, 198201, 35, DOI:10.1017/S0017816000018204